# Августина-Калина Петкова
Августина-Калина Пламен Петкова е българска театрална, озвучаваща актриса и певица. Известна е с изявите си в различни постановки в Младежкия театър „Николай Бинев“ и други театри, както и с озвучаването на филми и сериали.

## Биография
Родена е на 19 ноември 1991 г. в Плевен, Република България.
През 2010 г. завършва средното си образование в 30-о средно училище „Братя Миладинови“ в град София. В същата година е приета във НАТФИЗ „Кръстьо Сарафов“ със специалност „Актьорско майсторство за драматичен театър“ при проф. Маргарита Младенова, и завършва през 2014 г. С нея учат Неда Спасова, Борис Кашев, Сотир Мелев и др.

## Актьорска кариера
Играла е на сцените в Театър „Азарян“, Драматично-кукления театър „Константин Величков“ в Пазарджик, Театрална работилница „Сфумато“ и „Младежкия театър „Николай Бинев““.
Августина-Калина Петкова е известна с участията си в представленията „Кралят Елен“, „Островът на съкровищата“, „Зарови ме на небето“, „Звездата на Планк“, „Ромео и Жулиета“, „Радован III“, „Актьори срещу Поети“, „Майстора и Маргарита“ и др.
Петкова е част от „Клонираните“ – трупа за импровизационния театър към ХаХаХа ИмПро театър.
Петкова често работи с най-добрата си приятелка – Анастасия Събева, която е режисьор на различни постановки.
През 2016 г. участва в концерт-спектакъла „Нашето време“, където си партнира с Весела Бонева.
През 2021 г. играе малка роля в единадесети сезон на сериала „Откраднат живот“, където участва състудентката ѝ Неда Спасова.
През април 2022 г. играе в уличния спектакъл-клоунада „Портокалите или любовта към...“ с адаптация и режисура на Анастасия Събева, където си партнира с Венцеслав Димитрова и Николай Николаев.
През юни 2022 г. играе в документалния спектакъл „Ембриони“ на Йордан Славейков в I AM Studio, с подкрепата на Национален фонд „Култура“, чиято премиера се състои на 29 юни.

## Кариера в дублажа
Петкова се занимава с дублаж на филми, сериали и реклами от 2011 г. Взима участие в дублажните студия „Александра Аудио“, „Доли Медия Студио“, „Андарта Студио“, „Про Филмс“ и „Саунд Сити Студио“. Работила е с режисьори като Петър Върбанов, Василка Сугарева, Симона Нанова, Даниела Горанова, Йоанна Микова, Николина Петрова, Анна Тодорова, Ива Стоянова, Евгения Ангелова, Ангелина Русева, Анатолий Божинов, Георги Стоянов, Мариета Петрова, Сотир Мелев, Чавдар Монов и Тодор Георгиев.
Сред нейните роли в дублажите на филми и сериали са Ева в „Пингвините от Мадагаскар“, Герда в „Снежната кралица“, Пепеляшка в едноименния филм, Лени Шумникова, Стела Жау и Карлота Касагранде в „Къщата на Шумникови“ и „Семейство Касагранде“, Гуен Стейси/Спайдър-Уоман в „Спайдър-Мен: В Спайди-вселената“ и „През Спайди-вселената“, Беа Макгрегър в двата филма на филмовата поредица „Зайчето Питър“, Шанк в „Ралф разбива интернета“, Кейла Форестър в „Том и Джери“, Наамари в „Рая и последният дракон“, Суки Лейн в „Ела, изпей! 2“, Лили в „Мей Червената панда“, Даян Лисингтън в „Лошите момчета“, Ронал в „Аватар: Природата на водата“ и други.
През октомври 2023 г. е една от гласовете на „Стар Ченъл“, заедно с Калин Врачански.

## Участия в театъра
Театър НАТФИЗ
1. „Арабска нощ“ от Роланд Шимелпфениг – режисьор Борис Кръстев, превод Боян Иванов[16]
2. „Грехът Златил“ от Йордан Йовков – режисьор Маргарита Младенова[17]

Драматичен театър „Стефан Киров“ – Сливен
1. „Вехти войводи: Индже“, по записки на летописеца Балчо Нейков – режисьор Пламен Марков[19]
2. „Дядо Вазов гледа!“ на Иван Вазов – режисьор Борислав Чакринов[20]
3. „Малки комедии“ на Чехов – режисьор Димитър Марков[21][22]
4. 2021 – „Интервю за работа“ от Матиас Сение – режисьор Владимир Петков[23][24]

Драматичен театър „Сава Огнянов“ – Русе
- „Дядо Вазов гледа!“ на Иван Вазов – режисьор Борислав Чакринов[25]

Независим театър
- „Опакометаморфози“ от Валери Петров – режисьор проф. Маргарита Младенова[26]

Свободен театър
- Жената на Кърли в „За мишките и хората“ от Джон Стайнбек – режисьор Петър Върбанов[27]

Драматично-куклен театър „Константин Величков“ – Пазарджик
- „С любовта шега не бива“ от Алфред дьо Мюсе – режисьор Петър Денчев[28]

Театър АЗАРЯН
1. 2017 – „Кралят Елен“ от Карло Гоци – режисьор Анастасия Събева[29][30]

Театър „Възраждане“
- 2020 – „Зарови ме в небето“ от Александър Чакъров – режисьор Анастасия Събева[31][32]

Театрална работилница „Сфумато“
1. „Опакометаморфози“ от Валери Петров – режисьор проф. Маргарита Младенова[33][34][35]
2. „Женска управия“ от Аристофан – режисьор Анастасия Събева[36]
3. 2018 – „Актьори срещу Поети“[37]
4. 2018 – „Арабска нощ“ от Роланд Шимелпфениг – режисьор Борис Кръстев[38][39]
5. 2019 – „Същият ден“ от Стефан Иванов, режисьор Естефания Фадул[40][41]
6. 2019 – „Звездата на Планк“ – режисьор Анастасия Събева[42][43]

Младежки театър „Николай Бинев“
1. 2019 – „Ромео и Жулиета“ от Уилям Шекспир – режисьор Анастасия Събева[45][46]
2. 2021 – Георгина в „Радован III“ – режисьор Анастасия Събева[47][48]
3. 2021 – „Приказки от минало-свършените времена“ – режисьор Венцислав Асенов[49][50]
4. 2021 – Хела, Наташа и Родственица в „Майстора и Маргарита“ от Михаил Булгаков – режисьор Николай Поляков[51][52]
5. 2022 – „Любов и смърт по Данте и Бокачо“ – режисьор Анастасия Събева[53][54]
6. 2022 – „Карлсон, който живее на покрива“ от Астрид Линдгрен, режисьор Венцислав Асенов[55]
7. 2022 – „Дон Кихот“ на Мигел де Сервантес – режисьор Веселка Кунчева[56][57]
8. 2023 – „Граф Монте Кристо“ от Александър Дюма-баща – режисьор Бина Харалампиева[58][59]
9. 2023 – „Малката русалка“ от Ханс Кристиан Андерсен – режисьор Елица Петкова[60]

YALTA ART ROOM
- 2022 – „Реанимация – Живот (На)ново“ (авторски спектакъл) – режисьор Детелина Станева[61][62]

Фондация „Арт Офис“
- 2022 – „Портокалите или любовта към...“ от Карло Гоци – режисьор Анастасия Събева, уличен спектакъл-клоунада[63]

I AM Studio
1. 29 юни 2022 г. – „Ембриони“ на Йордан Славейков[64]
2. 2 март 2023 г. – „Първобит-но“ – режисьор Александър Йорданов[65]
3. 1 май 2023 г. – „Любов по време на война“ – режисьор Йордан Славейков[66]

Шекспирова компания „Петровден“
- 2022 – „Бурята“ на Уилям Шекспир – режисьор Анастасия Събева[67][68]

## Филмография
- „Откраднат живот“ (2021) – Изнасилената пациентка[69]

## Роли в дублажа
| Актьор           | Филми/Сериали | Роля                      |
| ---------------- | --- | ------------------------- |
| Алекса ПенаВега  | Семейство Касагранде (в няколко епизода е Бернарда Береану-Мелев) Къщата на Шумникови (в няколко епизода е Бернарда Береану-Мелев) | Карлота Касагранде        |
| Елеонора Гагеро  | Групата на Алекс Групата на Алекс: Как да пораснем, макар че сме родители                                                          | Никол де Понте            |
| Карла Джефри     | Зомбита Зомбита 2 Зомбита 3 | Брий                      |
| Лиляна Мъми      | Къщата на Шумникови Семейство Касагранде Шпионинът може да почака – Къщата на Шумникови: Филмът                                    | Лени Шумникова            |
| Нюша             | Снежната кралица Снежната кралица 2                                                                                                | Герда                     |
| Роуз Бърн        | Зайчето Питър Зайчето Питър 2: По широкия свят                                                                                     | Беа                       |
| Скарлет Йохансон | Трансформърс: Първият Джурасик свят: Прераждане                                                                                    | Евита Зора Бенет          |
| Хейли Стайнфелд  | Спайдър-Мен: В Спайди-вселената Спайдър-Мен: През Спайди-вселената                                                                 | Гуен Стейси/Спайдър-Уоман |
| Хейли Тджу       | Руфъс Руфъс 2 Къщата на Шумникови                                                                                                  | Пейдж Стела Жау           |

### Нахсинхронен дублаж
Анимационни сериали
1. „Lego Dreamzzz“ – Зоуи, 2023
2. „Бънсен звяра“ – Дарси, 2017-2018
3. „ВИП Петс“ – Лейди Джиджи, 2020
4. „Дороти и вълшебникът от Оз“ – Уилхелмина, 2022
5. „Евър Афтър Хай“ – Епъл Уайт, 2014[71]
6. „Кръстници вълшебници“ – Други гласове, 2013
7. „Къщата на совите“ – Други гласове
8. „Лунното момиче и Дяволският динозавър“ – Адрия Лафайет/ЛОС-307, 2023
9. „Монки Кид“ – Мей, 2022
10. „Монстър Хай“ – Клео де Нил, 2023
11. „Пен Зироу: Почасов герой“ – Саша Кобаяди (Таня Гунади), 2017
12. „Пълна Драмарама“ – Кортни
13. „Реактивните момичета“ – Принцеса Морбъкс (Хейли Манчини), 2016
14. „Спайди и невероятните му приятели“ – Леля Мей/Електра, 2022
15. „Топ Кадети“ – Папи, 2018
16. „Томас и приятели - с пълна пара напред!“ – Томас, 2022
17. „Уинкс Клуб“ – Дафни (по-голямата сестра на Блум), 2013

Игрални сериали
1. „Академия за магьосници“ – Джеси Новоа, 2017
2. „Бела и Булдозите“ – Пепър, 2015
3. „Злодеите от Вали Вю“ – Ейми, 2023
4. „Истинските Шумникови“ – Лори Шумникова (Лекси ДеБенедито), 2023
5. „Като вещиците“ – Анди Круз, 2017
6. „Рицар по неволя“ – Грета, 2021

Анимационни филми
1. „100% Вълк“ – Хариет, 2021
2. „Батман: Филмът – Супергероите на DC се обединяват“ – Харли Куин
3. „Горските мечоци: Завръщане на Земята“ – Други гласове, 2013
4. „Ела, изпей! 2“ – Суки Лейн (Челси Перети), 2021
5. „Желание“ – Други гласове, 2023
6. „Замръзналото кралство“ – Други гласове, 2013
7. „Кунг-фу панда 3“ (дублаж на Александра Аудио) – Мен Мен/Ю/Лей-Лей, 2016
8. „Лодките“, 2019
9. „Лошите момчета“ – Даян Лисингтън (Заси Беец), 2022
10. „Мей Червената панда“ – Лили, 2022
11. „Патешки истории“ – Пам (Елизабет Банкс), 2023
12. „Пингвините от Мадагаскар“ – Ева (Анет Махендру), 2014
13. „Ралф разбива интернета“ – Шанк (Гал Гадот), 2018
14. „Рая и последният дракон“ – Наамари (Джема Чан), 2021
15. „Руби Гилман: Тийн кракен“ – Марго, 2023
16. „Семейството на Голямата стъпка“, 2021
17. „Снежната кралица 3: Огън и лед“ – Герда, 2017
18. „Снежната кралица 4: Огледалното кралство“ – Герда, 2019
19. „Снежната кралица и принцесата“ – Герда, 2023[72]
20. „Стихии“ – Лейки, Други гласове (не е посочена в надписите), 2023
21. „Тайният свят на Финик“ – Майката на Кристин, 2023
22. „Тролчета: Бандата се събира“ – Бранди, 2023
23. „Том и Джери: Шпионска мисия“ (дублаж на Александра Аудио) – Джезебел Джейд, 2019
24. „Уинкс: Вълшебно приключение“, 2011
25. „Университет за таласъми“ – Други гласове, 2013

Игрални филми
1. „Rogue One: История от Междузвездни войни“ – Други гласове, 2016
2. „Аватар: Природата на водата“ – Ронал (Кейт Уинслет), 2022
3. „Вампирище в училище“ – Кейтлин Крисп, 2016
4. „Индиана Джоунс и реликвата на съдбата“ – Мейсън (Шонет Рене Уилсън), 2023
5. „Ким Суперплюс“ – Шиго (Тейлър Ортега), 2019
6. „Коледа с Шумникови“ – Лени Шумникова (Дора Долфин), 2022
7. „Крокодилът Лайл“ – Керъл (Его Ниводим), 2022
8. „Кръстници в рая“ – Тути/Госпожа Мулигън, 2015
9. „Междузвездни войни: Епизод VII - Силата се пробужда“ (дублаж на Александра Аудио) – Други гласове, 2015
10. „Мери Попинз се завръща“ – Други гласове, 2018
11. „Мини Коледа“ – Ема, 2017
12. „Пепеляшка“ (дублаж на Александра Аудио) – Пепеляшка (Лили Джеймс), 2015
13. „Рагтайм“ – Ърна
14. „Соло: История от Междузвездни войни“ – Други гласове, 2018
15. „Том и Джери“ – Кейла Форестър (Клоуи Грейс Морец), 2021
16. „Уонка“ – Други гласове, 2023

### Войсоувър дублаж
Игрални филми
1. „Непознато сърце“ – Сали Хейнс (Джейн Сиймур) / Мили Лакастър (Софи Куксън), 2021
2. „Патрулката“, 2022
3. „Предсказание за убийство“ – Анджела, Слоун Уолъс, Роуз, Дакота, Линда и Моника, 2021
4. „Точно моят тип“, 2022
5. „Щастливи завинаги“, 2022

- Петкова озвучава Лили Джеймс като титулярната героиня в „Пепеляшка“.
- Петкова дублира Роуз Бърн в двата филма на „Зайчето Питър“ в ролята на Беа.
- Озвучава Гуен Стейси в „Спайдър-Мен: В Спайди-вселената“ и „През Спайди-вселената“, озвучена в оригинал от Хейли Стайнфелд.
- Озвучава Шанк в „Ралф разбива интернета“, озвучена в оригинал от Гал Гадот.
- Озвучава Клоуи Грейс Морец в „Том и Джери“, играеща Кейла Форестър.
- Озвучава Наамари в „Рая и последният дракон“, озвучена в оригинал от Джема Чан.
- Озвучава Суки Лейн в „Ела, изпей! 2“, озвучена в оригинал от Челси Перети.
- Озвучава Даян Лисингтън в „Лошите момчета“, озвучена в оригинал от Заси Беец.
- Озвучава Кейт Уинслет в „Аватар: Природата на водата“, играеща Ронал.

## Гостувания в телевизионни предавания
- 24 юни 2018 г. – „Събуди се“, NOVA[73]
- 1 април 2019 г. – „Фамилно“, Bulgaria ON AIR[74]
- 29 октомври 2020 г. – „Крум Савов Live“, 7/8 TV[75][76]
- 7 март 2022 г. – „Социална мрежа“, NOVA NEWS[77]
- 8 март 2022 г. – „Култура.БГ“, БНТ 1[78]

## Други дейности
Освен актриса, тя е текстописец на песни в постановките „Снежната кралица“ на Ханс Кристиан Андерсен в Сатиричния театър „Алеко Константинов“, „Островът на съкровищата“ в Театър „Азарян“ и „Ромео и Жулиета“ и „Любов и смърт по Данте и Бокачо“ в Младежки театър „Николай Бинев“.
През 2019 г. се снима в краткия клип „Следваща стъпка: Изкуство“.
Петкова е преподавател в театрална студия „Игра“.
През 2022 г. изпълнява песента „Ще бъдеш там“ с актьора Стефан Кондров, които пишат музиката към песента.